# Júlio César Manzur
Julio César Manzur Caffarena (Asunción, 1981. június 22. –) paraguayi válogatott labdarúgó, aki jelenleg a Rubio Ñu játékosa.

## Sikerei, díjai
- Santos FC:
  - Campeonato Paulista: 2006
- CF Pachuca:
  - North American SuperLiga: 2007
  - CONCACAF-bajnokok ligája: 2008